# Fortaleses dàcies de les muntanyes d'Orăştie
Les fortaleses dàcies de les muntanyes Orăştie (Romania) són un grup de ruïnes històriques que havien format un conjunt de fortificacions dàcies construïdes entre els segles I aC i I dC. Aquestes fortaleses són una clara mostra d'una fusió inusual de tècniques i conceptes arquitectònics militars i religiosos del món clàssic i de la darrera etapa de l'edat de ferro europea.
Els sis conjunts arquitectònics que tenien una missió clarament defensiva estan ubicats al centre mateix del regne de la Dàcia, que al llarg del darrer mil·lenni aC va desenvolupar-se excepcionalment des d'un punt de vista cultural i socioeconòmic. El Regne daci i les fortaleses van sucumbir davant de l'empenta romana, que va conquerir i dominar la regió al llarg dels primers anys del segle ii dins de les campanyes militars de conquesta portades a terme per l'emperador Trajà i que són conegudes com a guerres dàcies (101-102 i 105-106).
L'any 1999 aquest conjunt arqueològic fou declarat Patrimoni de la Humanitat per la UNESCO, ja que les fortaleses dàcies representen una fusió de tècniques i de conceptes arquitectònics militars que van crear un estil únic en el món clàssic. El conjunt que va rebre aquesta distinció està format per les fortaleses de:
- Sarmizegetusa
- Blidaru
- Piatra Roşie
- Costeşti
- Căpâlna
- Baniţa

Actualment s'ha pogut comprovar que alguns buscadors de tresors sense cap mena d'escrúpols s'han desplaçat a la regió per espoliar el ric llegat arquitectònic i material que van deixar els dacis.